# آرثر جيمس (لاعب كرة قدم)
آرثر جيمس (بالإنجليزية: Arthur James)‏ هو لاعب كرة قدم بريطاني (وحمل سابقاً جنسية المملكة المتحدة لبريطانيا العظمى وأيرلندا) في مركز الهجوم، ولد في 1855 في المملكة المتحدة، وتوفي في 1 يونيو 1911 في برمنغهام في المملكة المتحدة. لعب مع برمنغهام سيتي.